# Acacia prominens
Acacia prominens é uma espécie de leguminosa do gênero Acacia, pertencente à família Fabaceae.